# Marsa Football Club
Maillots
Le Marsa Football Club est un club maltais de football basé à Marsa. Joe Grech y est l'entraîneur depuis juin 2011.
Le club se classe deuxième du championnat de première division lors de la saison 1970-1971, ce qui lui permet de participer à la Coupe UEFA 1971-1972. Marsa est éliminé au 1er tour de la compétition par l'équipe italienne de la Juventus de Turin.

## Historique
- 1920 : fondation du club sous le nom de Marsa FC
- 1921 : le club est renommé Marsa United
- 1931 : le club est renommé Marsa FC
- 1971 : première participation à une Coupe d'Europe (C3, saison 1971/72)

## Palmarès
- Championnat de Malte
  - Vice-champion : 1921, 1971